# Henriëtte Willebeek le Mair
Henriëtte Willebeek le Mair (* 23. April 1889 in Rotterdam; † 15. März 1966 in Den Haag) war eine niederländische Illustratorin von Kinderbüchern.

## Leben

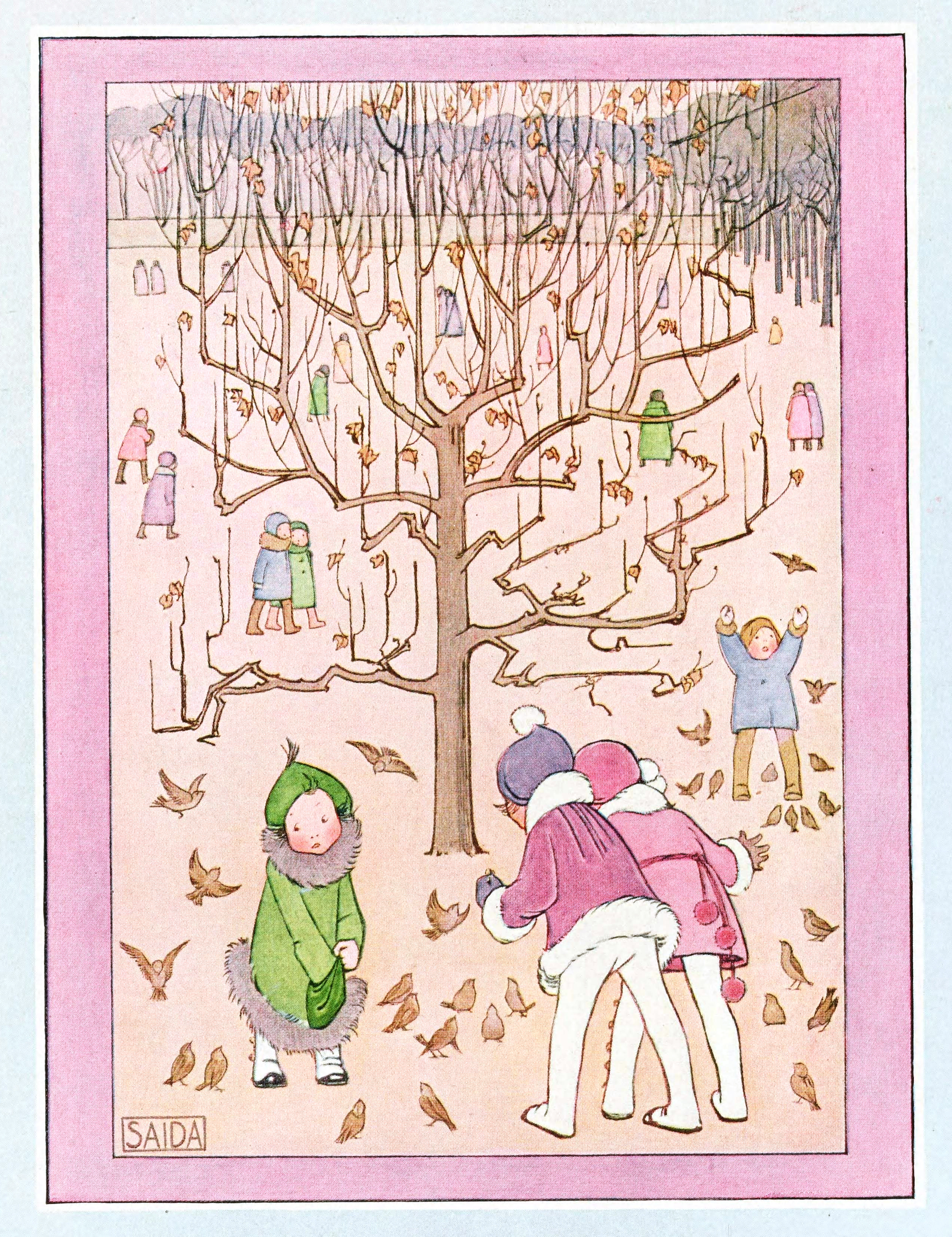
Illustration

Henriëtte Willebeek le Mair wurde am 23. April 1889 in Rotterdam geboren. Sie war die Tochter eines wohlhabenden Maishändlers und wurde stark von ihren künstlerischen Eltern beeinflusst. Ihr erstes Buch, Premières Rondes Enfantines (1904), wurde im Alter von 15 Jahren während eines Aufenthalts in Frankreich veröffentlicht. Zu dieser Zeit wurde sie vom französischen Illustrator Louis Maurice Boutet de Monvel unterrichtet, der selbst von der englischen Illustratorin Kate Greenaway inspiriert war.
In ihrem Haus eröffnete Le Mair um 1910 eine exklusive Schule. Sie unterrichtete und nutzte zudem ihre Schüler als Vorbilder und entwickelte so ihren Stil weiter. Ihren ersten Auftrag erhielt sie 1911, eine Reihe Kinderreimillustrationen für einen englischen Musikverleger Augener. Die Serie, zu der Our Old Nursery Rhymes (1911), Little Songs of Long Ago (1912) und Old Dutch Nursery Rhymes (1917) gehörten, wurde von den Kritikern gut aufgenommen. Augener veröffentlichte auch weitere von ihr illustrierte Bücher, darunter eine Gruppe von sechs kleinen Gedichtbänden sowie Schumanns Klavieralbum mit Kinderstücken, Babytagebuch und 11 Sätze Kinderpostkarten bestehend aus jeweils 10 Stück. 1925 folgten Illustrationen für „A Gallery of Children“ von A. A. Milne, danach folgten Illustrationen für „A Child's Garden of Verses“, „Twenty Jakarta Tales“ und „Christmas Carols for Young Children“ Robert Louis Stevenson.
Im Jahr 1922 heiratete sie Hubertus Paulus van Tuyll van Serooskerken, er war der erste Vertreter des universellen Sufismus in den Niederlanden, danach konvertierte auch sie zum Sufismus. Sie verbrachte neben ihrer Arbeit als Illustratorin einen Großteil ihrer Zeit damit, den Armen zu helfen und verschiedene Wohltätige Zwecke zu unterstützen.